# Ntoum
 (décembre 2010).
Si vous disposez d'ouvrages ou d'articles de référence ou si vous connaissez des sites web de qualité traitant du thème abordé ici, merci de compléter l'article en donnant les références utiles à sa vérifiabilité et en les liant à la section « Notes et références ».
Ntoum est une ville du Gabon, chef-lieu du département du Komo-Mondah dans la province de l'Estuaire, située à 38 km de la capitale gabonaise Libreville. En 2012, la population est estimée à 11 813 habitants.
Son nom lui vient du mot Fang Töm qui signifie fromager, une variété d'arbres géants et épineux. Ils sont d'ailleurs considérés comme arbres sacrés par les habitants de la ville.

## Histoire et peuplement
L'histoire de Ntoum est étroitement liée à l'installation coloniale des exploitants forestiers français dans cette région. Tout porte à croire, selon des notables de cette ville, que le village soit né autour d'une case communément appelée Nda Nkol (« la maison du téléphone » en langue Fang). Au début des années 1900, avec cette implantation des premières compagnies forestières, le petit village vit au rythme de ce poste téléphonique de l'administration coloniale française. À côté de cette case téléphonique se trouvait un fromager. Ainsi, en 1910, le fromager et la case téléphonique des colons devinrent les symboles du petit village naissant.
Selon la légende Ntoum fut fondé par les lignages Essametok (Emane Esseing), Effack (avec Angoue Meye et Nguema Eko), Essindji (avec Nkoume Obame), Essamekoss (avec Ekome Obame) et plus tard les lignages Essamefame, Essissis, Oyek.
En 1929 Ntoum perdra le statut de chef-lieu du département au profit d'Akok, statut qu'il retrouvera en 1982. C'est avec le développement des exploitations forestières UCAF et Batard suivies de l'ouverture des axes routiers Libreville-Kango, Ntoum-Cocobeach et Ntoum-Donguila entre 1930 et 1960, que le village de Ntoum connaîtra un essor considérable. Mais il faudra attendre 1960 pour voir les premiers grands changements du village en ville. La découverte et le début d'exploitation de la roche de calcaire pour la fabrication du ciment en 1981 entraîneront l'essor économique de la ville de Ntoum.

## Politique
En 1996, Ntoum alors chef-lieu du département du Komo-Mondah sera érigé en commune à la suite de l’adoption de la loi organique no 15/96 du 6 juin 1996 relative à la décentralisation. Le premier maire de la ville de Ntoum fut Hyacinth Minko Mi Essone. Il fut maire durant deux mandats de 1996 à 2002 et de 2003 à 2007. Son dernier mandat fut écourté à la suite de son arrestation en 2007. Puis les élections locales de 2008 ont vu la victoire du candidat du parti démocratique gabonais (PDG) André Ella Ndong. Les nouvelles réformes engagées par le nouvel édile de Ntoum ont entrainé des changements importants dans cette ville.

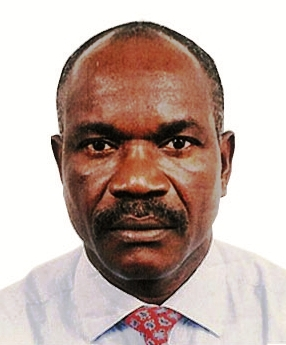
André Ella, ancien maire de la commune de Ntoum de 2008 à 2013.

La circonscription de Ntoum dépend administrativement du Conseil Départemental du Komo-Mondah (CDKM) présidé depuis 2008 par Madame Joséphine Andeme Manfoumbi (PDG).
Ntoum était représenté au parlement pour le Komo-Mondah par le député Casimir Oye Mba depuis 1990. Depuis les élections partielles de 2010 ce siège est revenu à Julien Nkoghe Bekale et son suppléant Alexandre Nguema Mba. Avant 1990 c'est Delphine Assong, plus connue sous son nom d'artiste "Mama Dédé", qui siégeait au parlement sous le parti unique.
Au sénat, c'est le vénérable Jean-Louis Mombo qui représente cette circonscription.
Les personnalités connues originaires de cette localité sont : Casimir Oye Mba, Paul Biyoghe Mba, Jérôme Ngoua Bekale, Emmanuel Nze Bekale, Julien Nkoghe Bekale, Jean Eyeghe Ndong, Delphine Assong dite Mama Dédé, Germain Mba, Pierre-Marie Dong, Pierre-Marie Ondo Mebale, Lubin Martial Ntoutoume Obame, les écrivains Eric-Joel Bekale, Sylvie Ntsame, le peintre Nzorlyn Ntoutoume Vincent de Paul Mintoghe Obiang et bien d'autres.

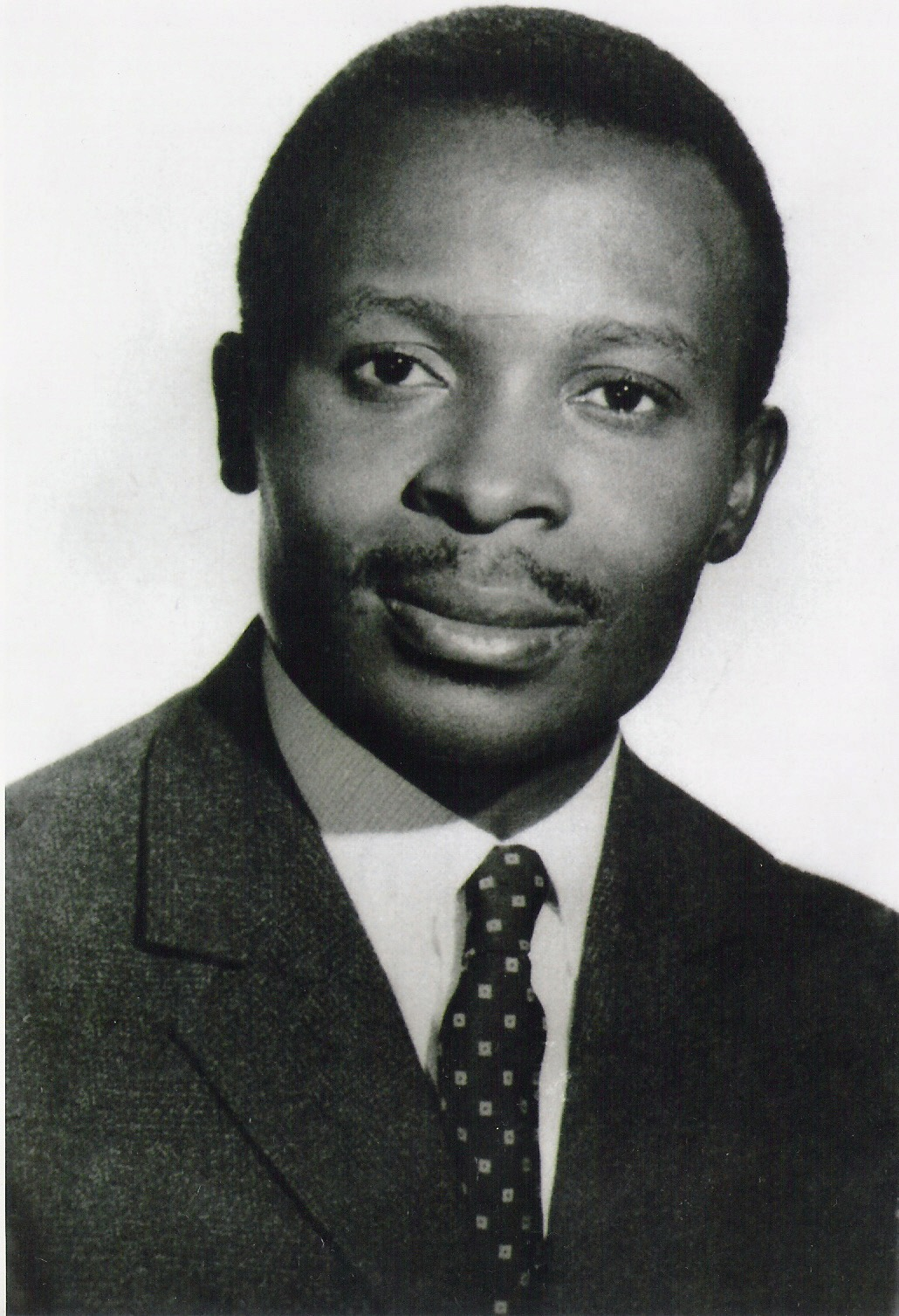
Germain Mba (1932-1971), homme politique et diplomate originaire de Ntoum

## Économie

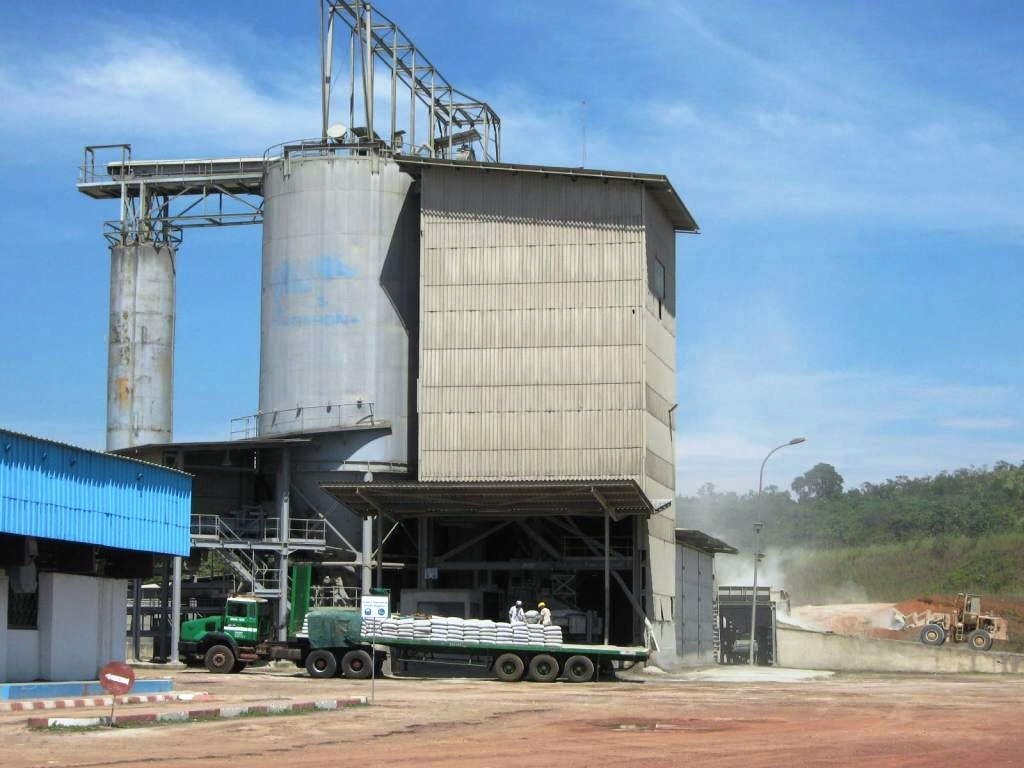
Une vue de la cimenterie de Ntoum.

La ville de Ntoum abrite une usine de Ciment Du Gabon. CIMGAB (Ciment du Gabon), privatisée au profit de Scancem (Norvège) en 2000, produit plus de 270 000 tonnes de ciment par an.
Bien avant la découverte de la roche de ciment, l'économie de cette localité reposait essentiellement sur l'exploitation forestière et l'agriculture. De nombreux projets agricoles ont vu le jour depuis les années 1980. Parmi les plus importants, la SONADECI (Société Nationale de Développement des Cultures Industrielles) et le CIAM (Centre d’Introduction, d’Adaptation et de Multiplication de Matériel Végétal Vivrier et Fruitier). L'implantation à Ntoum de la SMAG (Société Meunière et Avicole du Gabon) et de l'IGAD (Institut Gabonais d'Appui au Développement) ont entraîné une forte expansion de la production d'œufs, de poulets et de produits agricoles.
La région Ntoumoise est pionnière en matière d'exploitation forestière. D'anciennes exploitations coloniales de l'UCAF (Union Coloniale Agricole et Forestière), de la CEFA (Compagnie d'Exploitations Forestières Africaines) et celles des différents exploitants actuels, lui confère une longue expérience dans la filière bois.
La ville Ntoum a vu la création de la Zone Économique Spéciale de Nkok. Située à une dizaine de kilomètres du centre de Ntoum et à 27 km à l’est de Libreville, celle-ci est consacrée à la transformation locale du bois. S'inscrivant dans la volonté de l'État gabonais de ne plus exporter de grumes depuis janvier 2010, cette zone économique est un début de matérialisation de l’idéal du Gabon vert et du Gabon industriel, piliers du projet du chef de l’État Ali Bongo. La Zone Économique Spéciale contribuera à exposer « une vitrine des compétences des exploitants forestiers gabonais et des industriels dans la valorisation des matières premières par une industrie novatrice et soucieuse de préserver la nature. » Avec une capacité de traitement d'un million de mètres cubes de bois par an, elle devrait attirer près d'un milliard de dollars d'investissement et créer près de 9 000 emplois directs. L'objectif à long terme est de faire de Nkok la première zone économique d'Afrique centrale et de l'ouest.
En plus de ses potentialités éco-industrielles la ville de Ntoum est considérée comme un des premiers greniers de la capitale gabonaise. Ntoum fait partie de ce qu'on appelle "la ceinture verte" de Libreville. En effet, la ville et ses environs alimentent les librevillois en produits agricoles frais. Les fruits et légumes produits dans cette région sont écoulés sur les grands marchés de Libreville. Outre les cultures maraîchères, la région Ntoumoise abrite l'une des plus anciennes rizières du pays. À Akok, 300 hectares de riziculture sont exploités depuis les années 1970.
Situé au carrefour des accès à Libreville, Owendo, Kango et Cocobeach et à proximité de bourgades comme Donguila, Bikele et Akok, Ntoum est devenu un lieu dynamique et d'une très grande mobilité humaine.

## Culture éducation et sport
En plus de son usine de ciment, la Cité de la Cimenterie est le lieu de loisir le plus fréquenté par les Ntoumois et Ntoumoises : championnats de football, de basket-ball, piste de tennis, piscine et boîtes de nuit sont les grandes attractions de cette cité depuis la fin des années 1990. La ville possède un club de football en deuxième division nationale.
La ville de Ntoum compte un grand lycée dénommé lycée Lubin Martial Ntoutoume Obame du nom du troisième maire de la ville de Libreville et d'un Lycée professionnel.
La ville est dotée depuis quelques années d'un Centre de Lecture et d'Animation et Culturel (CLAC) qui a été intégré à la Maison de la Jeunesse et la culture (MJC) dans laquelle on peut suivre des cours de danses modernes et traditionnelles. Les jeunes peuvent aussi y découvrir et se familiariser avec des instruments de musiques traditionnels comme le « Ngome » (petit tambour), le « Mbê » (grand tambour), le « Nkul » (Tambour de bois cylindrique), « l'Assemle » (petit tambour cylindrique en bois), Medzang (balafon), Ngoma ou Ngombi (Harpe utilisé lors des cérémonies de Bwiti, le « Moungongo » (arc musical) et la harpe Mvett). Des soirées d'animation de slam, de rap et de danses hip hop témoignent de la connexion de la jeunesse Ntoumoise au reste du monde. la journée provinciale des danses traditionnelles (JPDT) organisée à Ntoum est pour le moment le principal évènement consacré aux danses autochtones. De nombreux groupes de danses traditionnelles de la région de Ntoum participent chaque année à la Fête des Cultures de Libreville (FCL). Les habitants de Ntoum ont également à proximité de leur commune l’École Nationale d’Art et Manufacture de Melen (ENAM) et l’arboretum de Sibang (une forêt sacrée d'arbres thérapeutiques).
La construction d'une Maison de la Femme viendra augmenter le nombre de salles consacrées à la culture et à l'éducation. La construction d'un grand parc au cœur de ville ainsi que le fleurissement de la ville font partie des projets importants de l'équipe municipale.

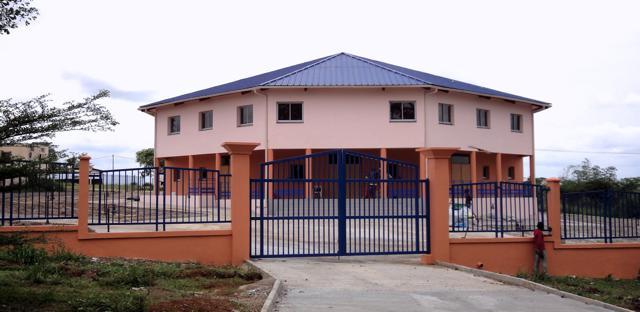
Maison de la Jeunesse et de la Culture de Ntoum

Quoi que l'ethnie Fangs soit la plus importante, la ville est un véritable carrefour des migrations gabonaises. Les ethnies Myénè, Punu, Gisir, Massango, Nzebi, Akélé et Kota jouent un rôle très important dans la vitalité culturelle de la commune. Cette diversité ethnique et culturelle peut s'observer à travers les danses, les rites et croyances des populations. À ces différentes ethnies, il faut ajouter une forte immigration de communautés d'autres pays, particulièrement d'Afrique de l'Ouest. Les arts et les traditions très riches se perpétuent avec les nombreux groupes socio-culturels de la place. On trouve les danses traditionnelles comme le Ngon-ntang, les Mengane, l'Omiasse, l'Obouss, l'Okoukouet qui agrémentent les retraits de deuil et autres réjouissances durant la grande saison sèche.
Un masque Ngil Fang Betsi de la haute Mondah, aux environs de la ville de Ntoum (bois, kaolin) a été vendu 5 904 176 €.

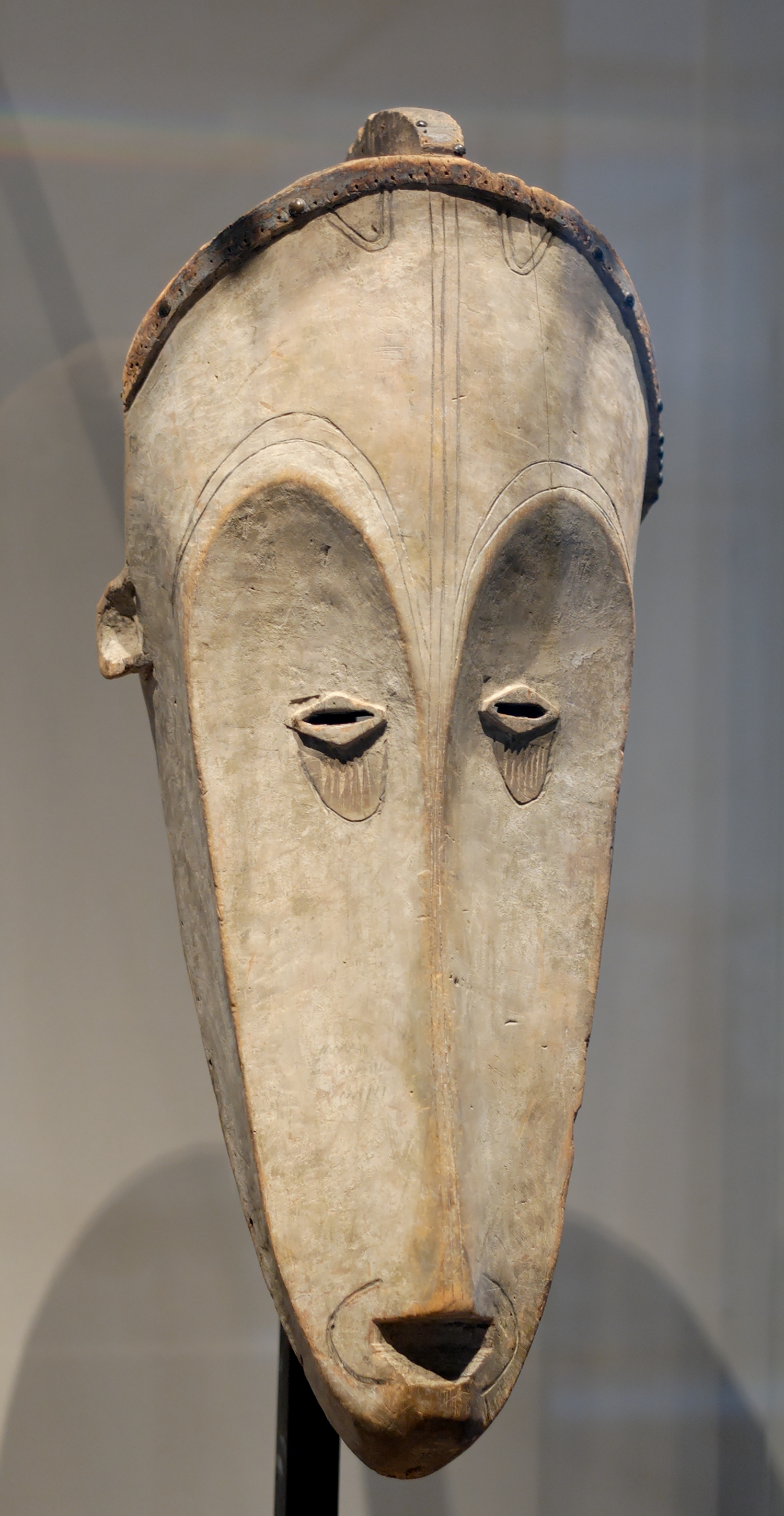
Masque fang du Gabon utilisé pour la cérémonie du ngil

Sur le plan sportif, en plus du stade de la cimenterie, Ntoum s'est offert un stade municipal dénommé Robert Bekale. L'un des évènements sportifs les plus importants depuis le début des années 1990 fut le Tournoi de football "Solidarité Oye Mba". Il a été remplacé par le tournoi de détection des jeunes talents. L'équipe locale de football, Ntoum FC, participe au championnat de ligue 2.
En 2006, lors de la première édition de la Tropicale Amissa Bongo, "Ntoum-Libreville" constitua l'étape 2 de ce tour international de cyclisme.

## Tourisme et développement durable
La commune de Ntoum offre un double avantage touristique. C'est une ville qui, malgré son rapide développement, a su garder une attraction rurale par les villages environnants qui la composent. Dans ce mélange de modernité et de tradition et par sa proximité avec Libreville la capitale, Ntoum est la ville idéale pour les excursions des touristes et librevillois qui ont envie de changer d'air ou de trouver du bon vin de palme, ou des fruits et légumes frais. Au cœur du département du Komo-Mondah qui abrite de nombreux sites touristiques, la ville de Ntoum bénéficie d'une bonne carte touristique.

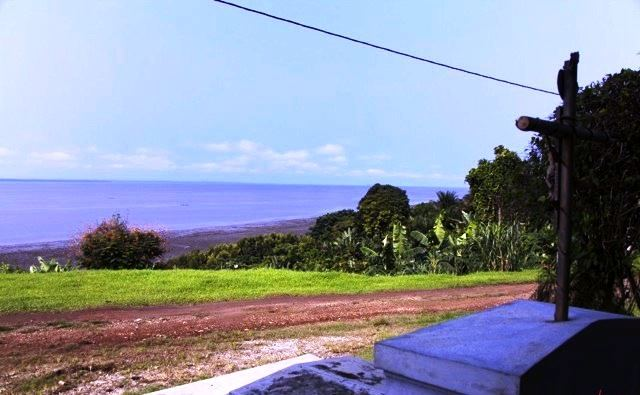
Le fleuve Komo vu de Donguila à Ntoum, face à la Pointe Denis

La mission catholique Saint-Paul de Donguila juchée au-dessus du fleuve Komo, le Monastère des sœurs Clarisse à Essassa, de même que les grands temples de Bwiti de Bizango (Ayizè Endendang) et de Nkoltang (Erendzi Saint) témoignent du patrimoine religieux de la région.

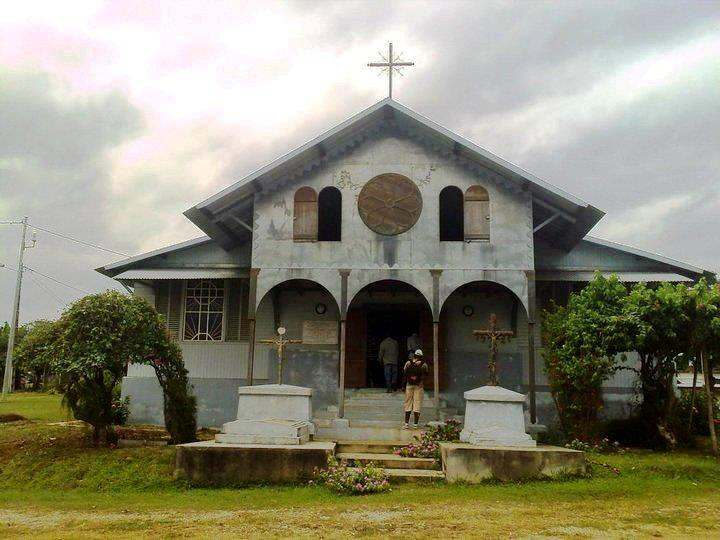
Mission Catholique Saint-Paul de Donguila à Ntoum

En matière de développement durable la ville bénéficie d'une implantation de deux centrales hydroélectriques. Le cœur de la puissance hydroélectrique gabonaise se situe dans la région des monts de Cristal, au nord-ouest du pays. Cette zone montagneuse constitue le bassin versant de l’un des fleuves les plus puissants du pays, la Mbé. L’énergie fournie par les deux barrages érigés sur ses chutes naturelles répond à près de 80 % des besoins des 700 000 habitants de Libreville et de la province de l’Estuaire. La centrale hydroélectrique de Kinguélé (non loin de Ntoum) construite en 1972 fournit une puissance de 58 mégawatts (MW) et le barrage de Tchimbélé, bâti en 1980 en amont de Kinguélé, produit 68 MW de plus.
Le fromager est le symbole de la ville. C'est un arbre majestueux, thérapeutique et auquel on confère des pouvoirs mystico-spirituels. Il incarne une nature qui protège, nourrit et soigne. Autour de la ville poussent des Okoumé (Aucoumea klaineana), des Okala (Xylopia aethiopica), des Moabi (Baillonella toxisperma) et d'autres espèces rares de la forêt gabonaise. La ville s'inscrit à l'instar de toutes les villes du pays dans le développement durable et l'écotourisme.
L’artisanat local offre la possibilité de découvrir des objets de la tradition Fang. Le travail du Raphia tissé, les petits tambours, les nasses, des mortiers, des masques en bois, les paniers et corbeilles de lianes, ou encore des objets de décoration en cœur de bambou ou en rotin donnent une idée des savoir-faire écologiques des villageois.
L'aspect artistique du Byeri se matérialise dans des statuettes, très connues des marchés et des expositions d’art africain.
La Zone Économique Spéciale de Nkok à quelques kilomètres de la ville obéit au souci de faire du Gabon Vert le poumon de l'économie gabonaise.